# Мармион (поэма)
«Мармио́н» (англ. Marmion) — роман в стихах Вальтера Скотта, написанный в 1808 году и прославивший шотландского поэта. Коммерчески поэма оказалась более успешной, чем предыдущая «Песнь последнего менестреля». Первый тираж в 2 тысяч копий был распродан за два месяца, а к маю 1808 года было выпущено уже третье издание.

## Сюжет

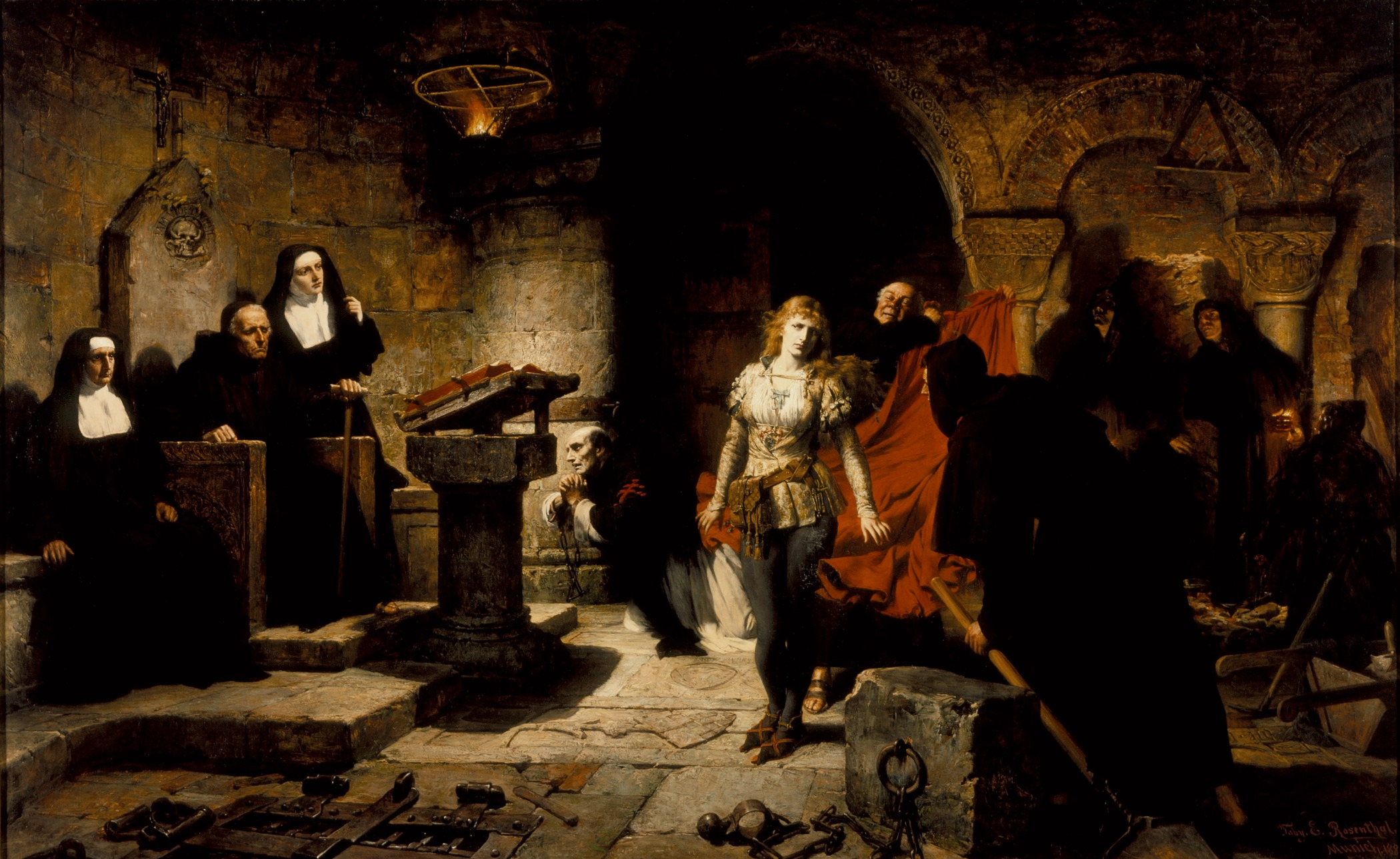
Тоби Эдвард Розенталь «Суд над Констанс де Беверли» (1880-1883). Музей искусств округа Лос-Анджелес

Лорд Мармион, приближённый английского короля Генриха VIII, питает страсть к Кларе де Клэр. Со своей любовницей Констанс де Беверли он подделывает письмо, обвиняя в нём сэра Ральфа де Вильтона, жениха Клары, в неверности. Нечестивая монахиня Констанс надеется своим участием вернуть расположение Мармиона. Потерпев поражение на дуэли в попытке отстоять свою честь, де Вильтон отправляется в изгнание. Клара предпочитает монастырь вниманию Мармиона.
Мечта Констанс воссоединиться с Мармионом не сбывается. За нарушение данного некогда обета её приговаривают к мучительной смерти: заживо замуровать в Линдисфарнском монастыре. Жаждя мести за неразделённое чувство, на суде она предоставляет документы, доказывающие невиновность де Вильтона.
Де Вильтон возвращается, переодетый паломником, и следует за Мармионом в Эдинбург, где встречает аббатов и получает от них документы о своей невиновности. Когда граф Ангус прочитал документы, он возвращает де Вильтону рыцарское звание. План мести Мармиона срывает Битва при Флоддене, где он погибает на поле брани. Де Вильтон являет пример героизма, восстанавливает свою честь, возвращает свои земли и женится на Кларе.

## Критика и влияние
«Мармион» сохранял популярность на протяжении всего XIX века, но у критиков встретил прохладный приём. Сюжет был признан неясным, а сам Мармион, в чьем характере смешались подлость и великодушие, — непригодным в качестве лирического героя. Особенно суровой критике поэма подверглась в Edinburgh Review, в частности, Фрэнсис Джеффри назвал произведение «плоским и утомительным».
Некоторые сюжетные мотивы романа были использованы Джорджем Байроном в поэмах. Позднее Михаил Лермонтов, в подражание «Мармиону», написал поэму «Измаил-бей», перенеся действие на Кавказ.
На лирические отступления в «Мармионе» ссылались не раз русские поэты, читавшие роман по-английски. По-русски же один эпизод из «Мармиона» переложил весьма вольно Василий Жуковский («Суд в подземелье»). Впервые полностью «Мармион» на русский язык переведён Василием Бетаки и вышел в издании РАН серии «Литературные памятники» в 2000 году. В «Записках переводчика», приложенных к роману, описано путешествие В. Бетаки «По следам лорда Мармиона» (1998 год).